# Российско-американская граница
Росси́йско-америка́нская грани́ца — современная водная государственная граница между США и Российской Федерацией — Россией. 
Госграница находится в водах Берингова пролива. Длина — 49 километров. Проходит по 169° западной долготы. Тут она идет и как линия перемены даты. На севере и юге сменяется границами исключительных экономических зон в Чукотском и Беринговом морях.

## История
Данная граница появилась в результате продажи Русской Америки (части её — Аляски) Соединённым Штатам Америки 30 марта 1867 годa, ранее была Российско-канадская граница. В 1920-е годы посреди Берингова пролива лежали острова святого Диомеда, между которыми проходила государственная граница СССР и Соединённых Штатов Северной Америки.
С 1989 года действует соглашение между Союзом ССР (теперь Россией) и США о безвизовых поездках местных жителей в гости друг к другу. Однако большинство местного населения острова Ратманова (проживавшее в населённых пунктах Имаклик и Кунга) было перевезено на континент.
1 июня 1990 года было подписано Соглашение между СССР и США о линии разграничения морских пространств, по условиям которого к США отошли часть исключительной экономической зоны Советского Союза и участок континентального шельфа площадью 46,3 тыс. км² в открытой центральной части Берингова моря, а также территориальные воды на небольшом участке в Беринговом проливе между островами Ратманова (Россия) и Крузенштерна (США). В районе архипелага острова Диомида сухопутные владения России и США сближаются максимально: ширина пролива между островами составляет лишь 3 750 метров. Между островом Ратманова и островом Крузенштерна проходит не только государственная граница России и США, но и линия перемены дат. Хотя постоянное гражданское население на острове Ратманова отсутствует, здесь размещена база российских пограничников. В настоящее время на острове находится самая восточная воинская часть и погранзастава России.

### Пограничные конфликты
В 1916 году, пользуясь слабой охраной северных границ Российской Империи, в период Великой войны, на острове Ратманова, начала незаконно действовать американская фактория, которая, пользуясь затем хаосом революций (переворотов), Гражданской войны и интервенции, многие годы не выплачивала таможенных пошлин в казну России. В сентябре 1925 года к острову Ратманова прибыл пограничный сторожевой корабль ВС СССР «Воровский», после чего американцы были вынуждены покинуть российскую территорию. В 1941 году на острове была создана полноценная советская (впоследствии — российская) погранзастава, действующая по настоящее время.

## Конфликт из-за острова Врангеля
В сентябре 1911 года к острову Врангеля подошёл ледокольный пароход «Вайгач» из состава российской гидрографической экспедиции Северного Ледовитого океана. Экипаж «Вайгача» выполнил съёмку побережья острова, совершил высадку и поднял над ним российский флаг.

16 августа 1921 года «Вайгач» собрал в Сиэтле пятерых будущих колонистов, руководителем которых стал 22-летний канадский шотландец Алан Кроуфорд. Спустя десять дней они перебрались на Аляску, откуда 9 сентября отплыли к Врангелю. 16 сентября 1921 года на острове было основано поселение из пяти колонистов: Алана Кроуфорда, американцев Галле, Маурера (участника экспедиции на «Карлуке»), Найта и эскимосской женщины Ады Блэкджек в роли швеи и кухарки. Подняв, прежде всего, канадский и британский флаги, они подписали «Прокламацию»: 
…Принимая во внимание отсутствие объявленных прав на остров со стороны иностранных держав и ввиду пребывания на острове с 12 марта 1914 года по 7 сентября 1914 года оставшихся живыми членов экипажа бригантины «Карлук» капитана Р. А. Бартлетта, командовавшего этим правительственным канадским судном Канадской арктической экспедиции 1913—1918 годов, из состава которой присутствует оставшийся в живых старший механик Монро, уроженец Шотландии и подданный Британии, поднимаем канадский и британский флаги и объявляем этот остров, известный под именем острова Врангеля, состоящим с этого времени владением Его Величества Георга, короля Великобритании и Ирландии, заморских доминионов, императора Индии и пр., и частью Британской империи.
 Копию этого документа, доставленного на континент капитаном возвратившейся в конце сентября в Ном шхуны Джеком Хаммером, Стефанссон передал вместе с рассказом о колонизации Врангеля в газеты, но поначалу такой материал прошёл незамеченным. Только когда под давлением Вашингтонской конференции Япония дала обещание «в текущем году», то есть не позже декабря 1922 года, вывести свои войска из пределов Сибири и русского Дальнего Востока, события на Врангеле привлекли всеобщее внимание. Даже вызвали не очень долго продолжавшийся политический скандал — территориальный спор между Канадой и США, получивший в англоязычной прессе стран полуироничное название «Wrangle over Wrangel» (букв. «склока из-за Врангеля»).
Всё началось с протеста, направленного в Вашингтон государственному секретарю губернатором Аляски. Его возмутил незаконный захват канадцами острова, по его мнению принадлежавшего всегда… Соединённым Штатам. После этого Стефанссону пришлось давать объяснения своим поступкам. Объяснения, опубликованные 20 марта 1922 года газетой «Нью-Йорк таймс». 12 мая это привело к дебатам в канадском парламенте.
В 1923 году на зимовку на острове остались 13 поселенцев — американский геолог Чарльз Уэллс и двенадцать эскимосов, в том числе женщины и дети, перед которыми была поставлена задача поддержания здесь статуса совместного американо-британо-канадского доминиона, а также заготовки пушнины. 
В 1924 году правительство СССР направило к острову Врангеля канонерскую лодку «Красный Октябрь» (бывший владивостокский портовый ледокол «Надёжный», на который установили пушки). «Красный Октябрь» вышел из Владивостока 20 июля 1924 года под командованием гидрографа Б. В. Давыдова. 20 августа 1924 года экспедиция подняла на острове советский флаг и вывезла поселенцев.
С 1920-х годов и до конца XX-го века высказывалось мнение и периодически возобновлялись дискуссии в американской публицистике, что по нормам международного права (по состоянию на 1920-е годы) остров должен был принадлежать США (эта полемика получила там название «Wrangle over Wrangel Island»), принадлежность его Советскому Союзу с юридической точки зрения была шаткой, хотя фактически до сих пор никем не оспаривается. Соглашение между СССР и США о линии разграничения морских пространств, подписанное в 1990 году, не касается прямо и явно морских границ и статуса острова Врангеля и ещё семи контролируемых Россией арктических островов, в отношении которых со стороны США могут быть выдвинуты подобные претензии; кроме того, это соглашение не ратифицировано российским парламентом и применяется на временной основе.